# Frontino, Marche
Frontino är en ort och kommun i provinsen Pesaro e Urbino i regionen Marche i Italien. Kommunen hade 285 invånare (2018).